# Setophaga pharetra
La reinita jamaicana (Setophaga pharetra) es una especie de ave paseriforme de la familia Parulidae endémica de Jamaica.

## Descripción
La reinita jamaicana mide alrededor de 13 cm de largo. Su pico es negruzco y puntiagudo. El plumaje de los machos presenta un denso veteado negro sobre fondo blanco por todo el cuerpo, con las plumas de vuelo también listadas en blanco y negro. Mientras que el veteado de las hembras es grisáceo sobre blanco. Los inmaduros en cambio tienen las partes superiores de color oliváceo claro y las inferiores amarillentas con vetas grises.

## Distribución y hábitat
Se encuentra en los bosques húmedos de toda la isla de Jamaica.